# Grigórios Zevgólis
Grigórios Zevgólis, en grec moderne : Γρηγόριος Ζευγώλης (1886-1950) un sculpteur et un artiste peintre grec, originaire de l'île de Naxos.

## Biographie
Grigórios Zevgólis naît en 1886 à Athènes. Il étudie, de 1903 à 1908 à l'École des beaux-arts d'Athènes, sous la direction de Nikifóros Lýtras en peinture et de Geórgios Vroútos (el) en sculpture. Il poursuit ses études à l'Académie Julian de Paris,  sous la direction de Paul Landowski et à l'École nationale supérieure des beaux-arts de Paris. 
En 1911, il rentre à Athènes et ouvre un atelier avec Nikólaos Lýtras,. Avec ce dernier, il est l'un des membres fondateurs du 
Groupe artistique (el). Il participe à diverses expositions collectives telles que celles de l'Association des artistes grecs (el) et du Groupe artistique. Il est membre de la Chambre des Beaux-Arts de Grèce (d).
Grigórios Zevgólis est profondément influencé par la sculpture d'Auguste Rodin et les tendances artistiques contemporaines qui prévalent pendant ses études dans la capitale française. Comme le note Stélios Lydákis, Grigórios Zevgólis est l'un des représentants les plus radicaux de la sculpture de Rodin et de la sculpture post-Rodin en Grèce, qui utilise des données de la sculpture de cet artiste avec un réalisme symbolique.
Grigórios Zevgólis est l'un des sculpteurs grecs les plus prolifiques de l'entre-deux-guerres. Il a notamment sculpté les Héros de Keratéa (1916), Mytilène (1919) et Giannitsá (1925). En outre, en tant que représentant de la sculpture en plein air, il a réalisé les bustes en marbre de Nikitaras (1937) sur le Champ-de-Mars d'Athènes, du peintre Periklís Vyzándios (el) dans le quartier de Pláka, du poète Lámbros Porfyras (el) à Chios, d'Aspasía Mános, etc.
L'une des œuvres les plus remarquables de Grigórios Zevgólis est le nu en marbre Eve (Εύα), qui est érigé depuis 1995 à l'emplacement de l'actuelle place Nikolopoúlou (anciennement place Rostán) dans le quartier athénien de Kypriádou. Une autre de ses œuvres bien connues est la statue de la Liberté à Mytilène. 
Grigórios Zevgólis présente ses œuvres dans des expositions individuelles (Athènes, 1919), tandis qu'il participe à des expositions nationales et collectives de l'Association des artistes grecs (1915, 1917).

## Lastatue noire
La statue noire comme on l'appelle, est considérée comme le héros de la ville de Giannitsá, une œuvre de Grigórios Zevgólis, placée là en 1926 en mémoire des guerriers qui ont donné leur vie pour la libération de la ville des Turcs pendant les guerres balkaniques de 1912-1913. Cette statue représente le temps ailé, et à ses pieds la mère Grèce, ayant embrassé son fils, un soldat tué. Elle est située à l'entrée de la ville en venant de Thessalonique.

## Galerie

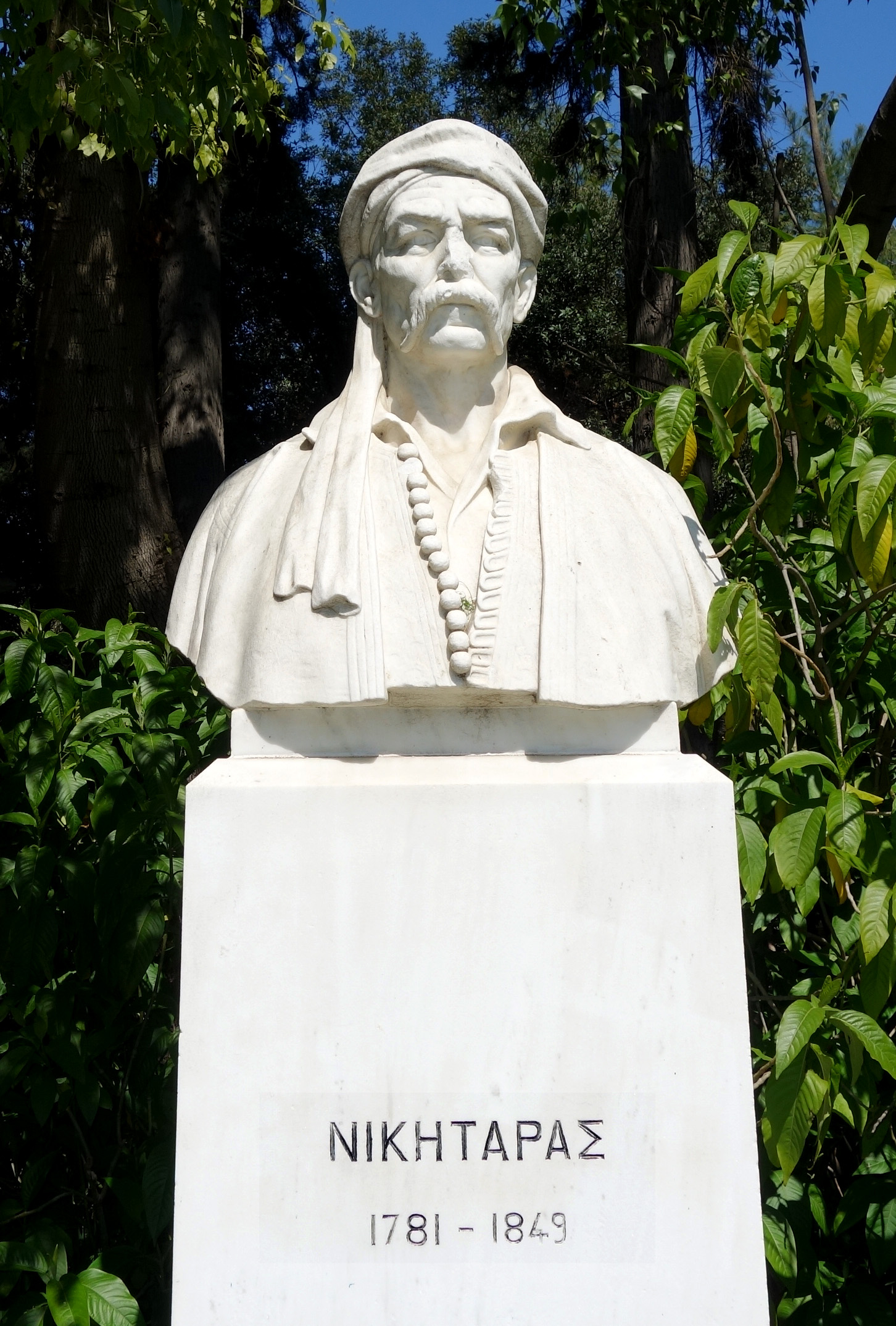
Buste de Nikitaras au Champ-de-Mars d'Athènes.
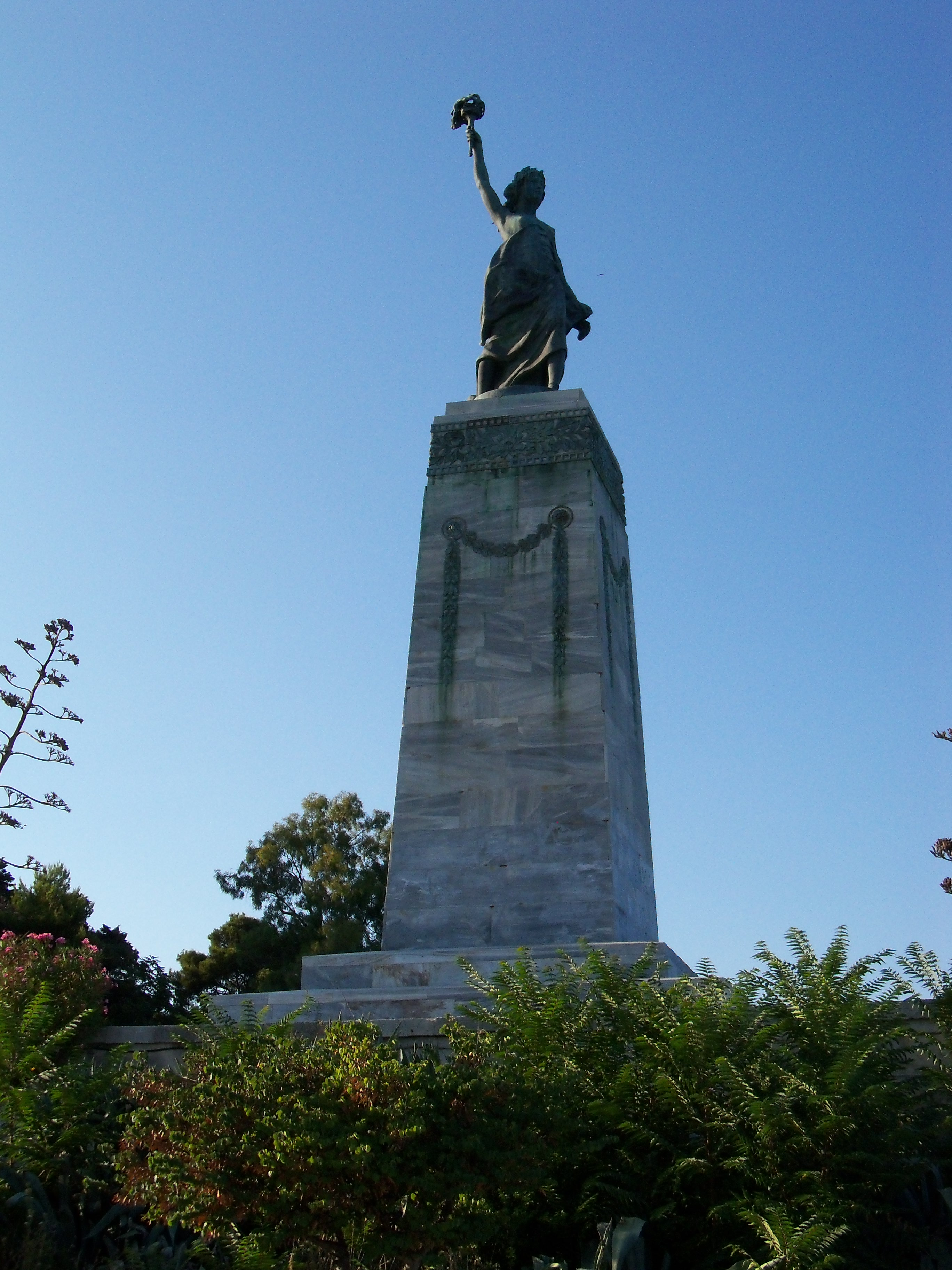
Statue de la Liberté à Mytilène.
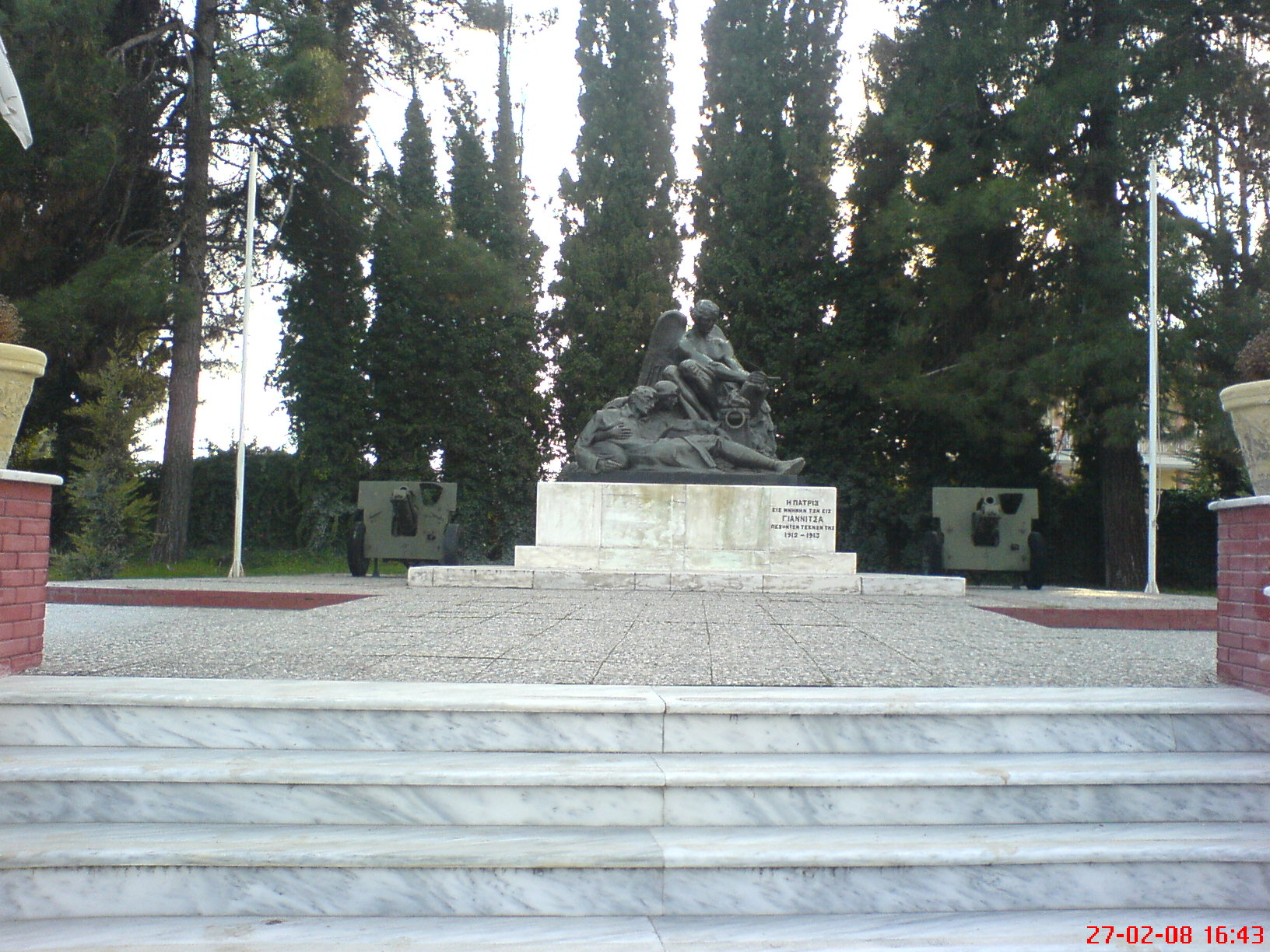
La statue noire de Giannitsá.